# Preßburger Zeitung

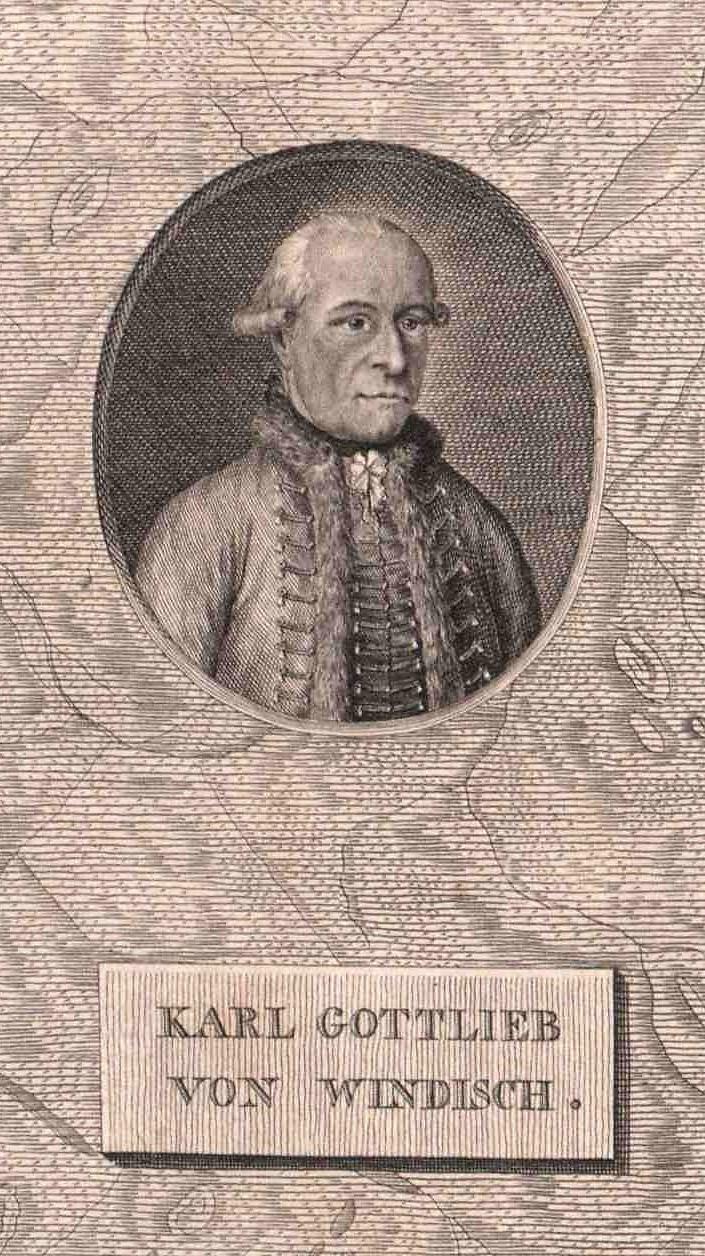
K.G. von Windisch – inicjator i w latach 1764–1773 pierwszy redaktor gazety.

Preßburger Zeitung – niemieckojęzyczne czasopismo wydawane od 1764 w Bratysławie, pierwszy periodyk w języku niemieckim na Słowacji, najstarszy ukazujący się regularnie na obszarze habsburskiego Królestwa Węgier. Dziennik zamknięto w 1929, po 75 latach tytuł reaktywowano jako dwumiesięcznik.

## Historia
Inicjatorem wydawania niemieckojęzycznej gazety w Preszburgu (jak po niemiecku nazywała się wówczas Bratysława) był Karl Gottlieb von Windisch (1725–1793), który przekonał do tego pomysłu Jana Michala Landerera de Füsküt (1726–1795), właściciela drukarni w Koszycach i Peszcie oraz papierni w mieście Stará Turá (niem. Alt-Turn), który od 1752 miał przywilej na wydawanie książek przyznany przez cesarzową Marię Teresę.
Pierwszy numer Preßburger Zeitung ukazał się 14 lipca 1764. Przez 10 lat redaktorem naczelnym gazety był Windisch, później zastąpił go (do 1784) wybitny kartograf, pedagog i leksykograf Ján Matej Korabinský. Gazeta miała początkowo objętość od 4 do 6 stron, ale już od 1767 towarzyszyły jej stałe dodatki, poświęcone sprawom literackim, naukowym, politycznym, teatralnym, kobiecym, modzie, rozrywce itp. W pierwszych latach gazeta miała nie więcej niż stu prenumeratorów, ale z czasem jej popularność rosła i w 1800 w prenumeracie rozchodziło się już 2000 egzemplarzy. Do grudnia 1842 gazeta ukazywała się dwa razy w tygodniu, później trzy razy w tygodniu, od 1848 codziennie, a w niektórych okresach nawet dwa razy dziennie, o godzinie 6 rano i o godzinie 16 (od lipca do grudnia 1876, ponownie od grudnia 1880).
W okresie pierwszej Republiki Czechosłowackiej gazeta nadal ukazywała się dwa razy dziennie, po 1918 wydawana w dwóch wersjach: rano pod tytułem Pressburger Zeitung – Morgenblatt, a wieczorem jako Pressburger Zeitung – Abendblatt. Od 1924 redaktorem naczelnym był Emil Portisch (1887–1985), któremu udało się uzyskać stałe dofinansowanie od hotelarza Heinricha Prügera. Śmierć sponsora w lipcu 1929 spowodowała poważne trudności finansowe i likwidację gazety. Jako ostatnie ukazało się poranne wydanie Pressburger Zeitung – Morgenblatt z 25 sierpnia 1929.

## Kontynuacje
Mimo wielkiego kryzysu gospodarczego Portisch podejmował później próby kontynuacji liberalnej tradycji Pressburger Zeitung, inicjując kolejno wydawanie gazet Neue Preßburger Tagblatt oraz Neue Preßburger Zeitung. Ich liberalny i kosmopolityczny charakter oraz popularność wśród niemieckojęzycznej inteligencji żydowskiej powodowały wrogość nazistów, umacniających swoje wpływy pośród niemieckiej mniejszości na Słowacji. Toteż gdy 14 marca 1939 ogłoszono niepodległość Republiki Słowackiej, następnego dnia Emil Portisch został zwolniony z redakcji Neue Preßburger Zeitung, a od 18 marca gazeta ukazywała się pod nowym kierownictwem jako organ zwolenników Hitlera. Jednak gwałtownie malejąca liczba czytelników spowodowała zamknięcie Neue Preßburger Zeitung już w maju tego samego roku.

## Wznowienie
Tytuł wznowiono w 2004 jako niemieckojęzyczny dwumiesięcznik ze streszczeniem w języku słowackim. Wydawany w 7000 egzemplarzy, jest poza Słowacją rozprowadzany w Austrii, Niemczech i Szwajcarii.